# 2MASS 0348-6022
2MASS 0348-6022 (officieel 2MASS J03480772-6022270 ) is een bruine dwerg met een spectraalklasse van T7. De ster bevindt zich 27,16 lichtjaar van de zon.